# Seznam škol v Českém Krumlově
Seznam škol v Českém Krumlově aktuální k roku 2018.

## Mateřské školy
- Mateřská škola Plešivec II
- Mateřská škola Plešivec I
- Matřská škola Za Nádražím
- Mateřská škola Tavírna
- Mateřská škola Vyšehrad
- Mateřská škola Za Soudem

- Mateřská škola T.G.Masaryka

## Základní školy
- Základní škola Plešivec
- Základní škola Za Nádražím
- Základní škola Linecká
- Základní škola T. G. Masaryka

## Střední školy
- Střední odborná škola zdravotnická a Střední odborné učiliště v Českém Krumlově
- Střední uměleckoprůmyslová škola sv. Anežky České v Českém Krumlově
- Gymnázium, Český Krumlov

## Umělecké školy
- Základní umělecká škola, Český Krumlov